# Barbie - Il Natale perfetto
Barbie - Il Natale perfetto (Barbie: A Perfect Christmas) è un film d'animazione del 2011 diretto da Mark Baldo.
La pellicola è stata pubblicata in direct-to-video l'8 novembre 2011 negli Stati Uniti d'America. È il ventunesimo film di Barbie ed è il terzo a tema natalizio della serie dopo Barbie e lo schiaccianoci e Barbie e il canto di Natale; è inoltre il primo della serie ad essere realizzato dallo studio d'animazione Technicolor. Negli extra del DVD è stato inserito il cortometraggio Barbie e le sue sorelle in campeggio realizzato dallo stesso studio.

## Trama
In occasione delle vacanze natalizie, Barbie e le sorelle Skipper, Stacie e Chelsea vogliono raggiungere la zia Millie a New York, tuttavia l'aereo in cui viaggiano è costretto a effettuare un atterraggio di emergenza a Rochester a causa di una tempesta di neve all'aeroporto di New York. Barbie noleggia una macchina per andare a Minneapolis per cercare un volo più veloce, tuttavia lungo la strada innevata si perdono. Successivamente scorgono il Tannenbaum Inn, gestito da Christie Clauson e dalla famiglia degli Elif, dove poter alloggiare una notte: l'interno è addobbato a festa, con uomini impegnati a impacchettare regali e a sistemare decorazioni.
Skipper tenta di prenotare un volo per New York, ma a causa della neve e di successive perturbazioni, le sorelle non potranno partire. Iniziano a uscire e camminare sulla neve fresca, esplorando il territorio dove sorge anche un fienile con un sacco di regali; lungo la strada è situato anche un distributore di benzina con un garage dove c'è una band che suona, ma che non ha a disposizione un cantante.
Rassegnate all'idea di non poter più raggiungere la loro zia, le sorelle propongono un concerto al Tannenbaum con la canzone che Skipper avrebbe dovuto portare a un gruppo a New York. Skipper, avvalendosi della band conosciuta nel garage, vuole però organizzare il tutto in piena autonomia, mentre Stacie e Chelsea vorrebbero prepararsi per un numero con i cani, ma le due litigano e Chelsea, sgridata anche da Skipper, si allontana, mentre i cani, alla vista di uno scoiattolo, lo rincorrono distruggendo tutto il palco e le decorazioni. Rendendosi conto della scomparsa di Chelsea, tutti si mettono alla ricerca, finché Barbie non la ritrova nel fienile. Nella zona centrale scoprono poi che i regali sono spariti e al loro posto trovano tutto predisposto per lo spettacolo: palco, luci, sedie e decorazioni. All'arrivo del pubblico, Stacie e Chelsea si esibiscono con i cani, successivamente Skipper canta il suo brano con la band e in quell'istante arriva anche zia Millie. All'esterno poi viene allestito un albero di Natale intorno al quale tutti cantano sulle note di Deck the Halls.

## Doppiaggio
| Personaggio      | Doppiatore originale                               | Doppiatore italiano |
| ---------------- | -------------------------------------------------- | ------------------- |
| Barbie           | Diana Kaarina (dialoghi), Jennifer Waris (canto)   | Emanuela Pacotto    |
| Skipper          | Rachel Harrison (dialoghi), Nevada Brandt (canto)  | Silvia Villa        |
| Stacie           | Lauren Lavoie (dialoghi), Danielle Bessler (canto) | Gea Riva            |
| Chelsea          | Ashlyn Drummond (dialoghi), Lucia Vecchio (canto)  | Sabrina Bonfitto    |
| Christie Clauson | Maryke Hendrikse (dialoghi), Allie Feder (canto)   | Elda Olivieri       |
| Brian            | Aidan Drummond                                     |                     |
| Zia Millie       | Patricia Drake                                     |                     |
| Cole Elif        | Alistair Abel                                      |                     |
| Holly Elif       | Chiara Zanni                                       |                     |